# Guide (película)
Guide es una película india de drama romántico de 1965, protagonizada por Dev Anand y Waheeda Rehman. Fue dirigida por Vijay Anand, quien contribuyó al guion. La película está basada en la novela The Guide, de RK Narayan .
La película fue un éxito de taquilla al estrenarse. a película fue memorable por sus premiadas interpretaciones de los actores principales y la memorable música de SD Burman. La revista Time la incluyó en el número cuatro de su lista de los mejores clásicos de Bollywood.
Una versión estadounidense de 120 minutos fue escrita por Pearl S. Buck, y dirigida y producida por Tad Danielewski. La película se proyectó en el Festival de Cine de Cannes 2007, 42 años después de su estreno.

## Trama
La película comienza con Raju (Dev Anand) siendo liberado de la cárcel. Raju era un guía independiente, que se ganaba la vida llevando turistas a sitios históricos. Un día, un arqueólogo rico y anciano, Marco (Kishore Sahu) llega a la ciudad con su joven esposa Rosie (Waheeda Rehman), la hija de una cortesana. Marco quiere investigar las cuevas fuera de la ciudad y contrata a Raju como su guía. 
Mientras Marco se dedica al descubrimiento de la cueva, Raju lleva a Rosie de gira y aprecia su capacidad de baile e inocencia. Aprende sobre los antecedentes de Rosie como hija de una cortesana y cómo Rosie ha logrado respetabilidad como esposa de Marco pero a un costo terrible. Tuvo que renunciar a su pasión por el baile ya que era inaceptable para Marco. Mientras tanto, Rosie intenta suicidarse consumiendo veneno. Marco, al enterarse del incidente, regresa de las cuevas para ver a Rosie y está furioso con Rosie después de verla viva. Le dice que su acto de suicidio fue un drama, de lo contrario, ella habría consumido más pastillas para dormir, de modo que realmente podría haber muerto. Al regresar a las cuevas que fueron descubiertas, Rosie se entera de que Marco está pasando el tiempo y disfrutando de la compañía de una chica de la tribu nativa. Se enfurece con Marco y ambos se complacen en una discusión seriamente acalorada, que concluye con la salida de Rosie de las cuevas, y una vez más quiere terminar con su vida. 
Raju la calma diciendo que suicidarse es un pecado y que debe vivir para perseguir su sueño. Finalmente se despide de la relación de ser la esposa de Marco. Ahora necesita apoyo y un hogar. Raju le da un refugio. Rosie es considerada una prostituta por la comunidad de Raju (ya que la danza clásica tradicionalmente era el trabajo de las prostitutas en las cortes reales), lo que lleva a muchos problemas, incluyendo a su madre y su hermano insistiendo en que Rosie sea expulsada. Raju se niega y su madre lo deja. Su amigo y chofer también se pelean con él por Rosie. Raju pierde su negocio y todo el pueblo se vuelve contra él. Sin dejarse intimidar por estos contratiempos, Raju ayuda a Rosie a embarcarse en una carrera de canto y baile y Rosie se convierte en una estrella. Mientras ella se eleva como una estrella, Raju se vuelve disoluto - apostando y bebiendo. Marco vuelve a la escena. Tratando de recuperar a Rosie, trae flores y hace que su agente le pida a Rosie que libere algunas joyas que están en una caja de seguridad. Raju, un poco celoso, no quiere que Marco tenga ningún contacto con Rosie y falsifica el nombre de Rosie en la liberación de las joyas. Mientras tanto, Rosie y Raju se alejan debido al incomprensible comportamiento de Rosie cuando tortura a Raju al no darle un abrazo cariñoso y le pide que salga de su habitación, o dice que tendrá que salir. Antes de esto, también tuvieron una discusión sobre cómo un hombre debe vivir cuando Rosie recuerda a Marco y le dice a Raju que Marco probablemente tenía razón cuando decía que un hombre no debe vivir de las ganancias de una mujer. 

Raju responde diciendo que ella está bajo el malentendido de que se ha convertido en una estrella por sí misma y que fue solo por los esfuerzos de Raju que se hizo famosa. Más tarde, Rosie se entera de la liberación de la falsificación. Raju es condenado por falsificación, lo que resulta en una sentencia de dos años. Rosie no entiende por qué Raju se dedicó a la falsificación cuando podría haberle pedido dinero fácilmente. No era dinero, era la fascinación amorosa por Rosie lo que impulsó a Raju a no revelar la visita de Marco a Rosie para que ella no lo recordara de nuevo y eliminar la probabilidad de que Rosie y Marco estuvieran juntos, si es que había alguna posibilidad. El día de su liberación, su madre y Rosie vienen a recogerlo pero se les dice que fue liberado hace seis meses por su buen comportamiento. 
Mientras tanto, al ser liberado, Raju vaga solo. La desesperación, la pobreza, los harapos, el hambre y la soledad lo envuelven hasta que encuentra un grupo errante de sadhus (hombres santos) con los que pasa una noche en un templo abandonado de un pequeño pueblo. Raju impresiona a la mujer con la lógica de tomar un marido y ella se somete, lo que convence a Bhola de que Raju es un swami (hombre santo). Impresionado por esto, Bhola difunde la noticia por todo el pueblo. Raju es tomado como un hombre santo por la aldea. Raju asume el papel de hombre santo de la aldea (Swami Ji) y se involucra en escaramuzas con los pandits locales. Y el drama comenzó aquí. Debido a la sequía, Raju se vio obligado a ayunar durante 12 días para que lloviera. Mientras tanto, su madre, su amigo y Rosie se unen a él y arreglan las cosas. Al final, llueve pero Raju muere.

## Reparto
- Dev Anand como Raju
- Waheeda Rehman como Rosie Marco / Miss Nalini
- Leela Chitnis como la madre de Raju
- Kishore Sahu como Marco
- Gajanan Jagirdar como Bhola
- Anwar Hussain como Gaffoor
- Rashid Khan como Joseph
- Ram Avtar como Pandit (bien construido)
- Narbada Shankar como pandit
- Nazir Kashmiri como el aldeano
- Praveen Paul como la esposa de Bhola

## Producción
El director estadounidense Tad Danielewski y Pearl Buck se pusieron en contacto con Dev Anand para que le asignaran un papel en una película estadounidense basada en una novela de un autor indio. Aunque Dev Anand se había negado, aprovechó la oportunidad de colaborar cuando se encontró con Tad de nuevo en el Festival de Cine de Berlín de 1962 . Alguien le sugirió The Guide . Dev Anand compró el libro y lo leyó de un tirón. Llamó a Pearl que lo invitó a los Estados Unidos para discutir el proyecto. Con su aprobación, llamó a R.K. Narayan y adquirió los derechos del libro.
Pearl enseñó a Waheeda Rehman su dicción para la parte de inglés. Pero debido a las diferencias de opinión entre los dos equipos de producción, Anand pospuso la versión en hindi, liberando así a Chetan Anand para dirigir Haqeeqat, que más tarde fue muy aclamado. También se convirtió en una oportunidad para Vijay Anand, quien intervino, ya que la película resultó ser un hito para él.
La canción, Aaj phir jeene ki tamanna hai, que fue retratada en Waheeda Rehman, fue filmada en el Fuerte Chittor en Rajasthan. El clímax de la película se rodó en la ciudad de Limdi, 90 km de Ahmedabad ya que tiene el río Bhogavo que fluye sólo durante el monzón. Chetan Anand era un compañero de la antigua realeza de Limbdi, Janaksinhji de la familia Jhala en la Escuela Doon en Dehradun, enseñó inglés en Limdi, en 1941.

## Música
| Guide                                        | Guide                                                 |
| -------------------------------------------- | ----------------------------------------------------- |
| Banda sonora por Sachin Dev Burman           |                                                       |
| Lanzada                                      | 1965 (India)                                          |
| Grabada                                      | 1964                                                  |
| Género                                       | Banda sonora                                          |
| Duración                                     | 38:01                                                 |
| Discográfica                                 | La The Gramophone Company de India (Privada) Limitada |
| Productor                                    | Sachin Dev Burman                                     |
| Cronología de Sachin Dev Burman              |                                                       |
| Ziddi Guide Teen Devian (1964) (1965) (1965) |                                                       |

La música de la película fue compuesta por Sachin Dev Burman, las canciones fueron escritas por Shailendra y fueron cantadas por Mohammed Rafi, Lata Mangeshkar, Kishore Kumar, Manna Dey y Sachin Dev Burman. La banda sonora fue incluida por Planet Bollywood como el número 11 en su lista de las 100 mejores bandas sonoras de Bollywood.
| Canción                     | Cantante (s)                    | Fotografiado en            |
| --------------------------- | ------------------------------- | -------------------------- |
| "Aaj Phir Jeene Ki Tamanna" | Lata Mangeshkar                 | Dev Anand y Waheeda Rehman |
| "Din Dhal Jaaye"            | Mohammed Rafi                   | Dev Anand y Waheeda Rehman |
| "Gaata Rahe Mera Dil"       | Kishore Kumar y Lata Mangeshkar | Dev Anand y Waheeda Rehman |
| "Kya Se Kya Ho Gaya"        | Mohammed Rafi                   | Dev Anand y Waheeda Rehman |
| "Piya Tose Naina Laage Re"  | Lata Mangeshkar                 | Waheeda Rehman             |
| "Saiyaan Beimaan"           | Lata Mangeshkar                 | Dev Anand y Waheeda Rehman |
| "Tere Mere Sapne"           | Mohammed Rafi                   | Dev Anand y Waheeda Rehman |
| "Wahan Kaun Hai Tera"       | Sachin Dev Burman               | Dev Anand                  |
| "He Ram Hamare Ramchandra"  | Maná Dey y Coro                 | Dev Anand                  |
| "Allah Megh De Paani De"    | Sachin Dev Burman               | Dev Anand                  |

Rafi grabó una canción "Hum hi me thi na koi baat yaad na tumko aa sake tumne hame bhula diya hum na tumko bhula sake", luego esta canción fue reemplazada por "Din dhal jaye". 

## Premios
La película fue seleccionada como la candidata india a la Mejor Película de Lengua Extranjera en la 38.ª edición de los Premios de la Academia, pero no fue aceptada como nominada. Guide también fue la primera película en ganar los cuatro premios principales (Mejor película, Mejor director, Mejor actor y Mejor actriz) en los Premios Filmfare . 
| Ceremonia                           | Premio                          | Categoría | Candidato | Salir                                   | Nota |
| ----------------------------------- | ------------------------------- | --- | --- | --------------------------------------- | ---- |
| 38.ª ceremonia de los Premios Óscar | Premios Óscar                   | Presentación oficial de la India a la Mejor Película Internacional                                             | Dev Anand \|rowspan="" style="background-color:#Not Nominated;color:black; text-align:center; vertical-align:middle;" \|   | Octava película presentada por la India |      |
| Premios Nacionales de Cine          | XIII Premios Nacionales de Cine | rowspan="5" rowspan="" style="background-color:none;color:black; text-align:center; vertical-align:middle;" \| | Dev Anand \|rowspan="" style="background-color:#Not Nominated;color:black; text-align:center; vertical-align:middle;" \|   |                                         |      |
| Premios Filmfare                    | XIV Premios Filmfare            | Mejor Película                                                                                                 | Dev Anand \|rowspan="" style="background-color:#Not Nominated;color:black; text-align:center; vertical-align:middle;" \|   | Recibido en nombre de Navketan Films    |      |
| Premios Filmfare                    | XIV Premios Filmfare            | Mejor Director                                                                                                 | Vijay Anand |                                         |      |
| Premios Filmfare                    | XIV Premios Filmfare            | Mejor Actor | Dev Anand |                                         |      |
| Premios Filmfare                    | XIV Premios Filmfare            | Mejor Actriz                                                                                                   | Waheeda Rehman |                                         |      |
| Premios Filmfare                    | XIV Premios Filmfare            | Mejor Director Musical                                                                                         | SD Burman \|rowspan="2" rowspan="" style="background-color:none;color:black; text-align:center; vertical-align:middle;" \| |                                         |      |
| Premios Filmfare                    | XIV Premios Filmfare            | Mejor Cantante de Reproducción Femenina                                                                        | Lata Mangeshkar | Para "Aaj Phir Jeene Ki Tamana Hai"     |      |
| Premios Filmfare                    | XIV Premios Filmfare            | Mejor Diálogo                                                                                                  | rowspan="" style="background-color:none;color:black; text-align:center; vertical-align:middle;" \|                         |                                         |      |
| Premios Filmfare                    | XIV Premios Filmfare            | Mejor Director de Fotografía (categoría de color)                                                              | rowspan="" style="background-color:none;color:black; text-align:center; vertical-align:middle;" \|                         |                                         |      |
| Premios Filmfare                    | XIV Premios Filmfare            | Mejor Historia                                                                                                 | RK Narayan \|rowspan="" style="background-color:none;color:black; text-align:center; vertical-align:middle;" \|            |                                         |      |

## Recepción
R. A K. Narayan no le gustaba la adaptación cinematográfica de su novela. Revisando la versión inglesa de la película para la revista Life, la llamó "La Guía Equivocada". 